# Miss USA 2004
Miss USA 2004 è la cinquantatreesima edizione del concorso di bellezza Miss USA, e si è svolto presso il Kodak Theatre di Los Angeles, California il 12 aprile 2004. Vincitrice del concorso alla fine dell'evento è risultata Shandi Finnessey del Missouri

## Risultati

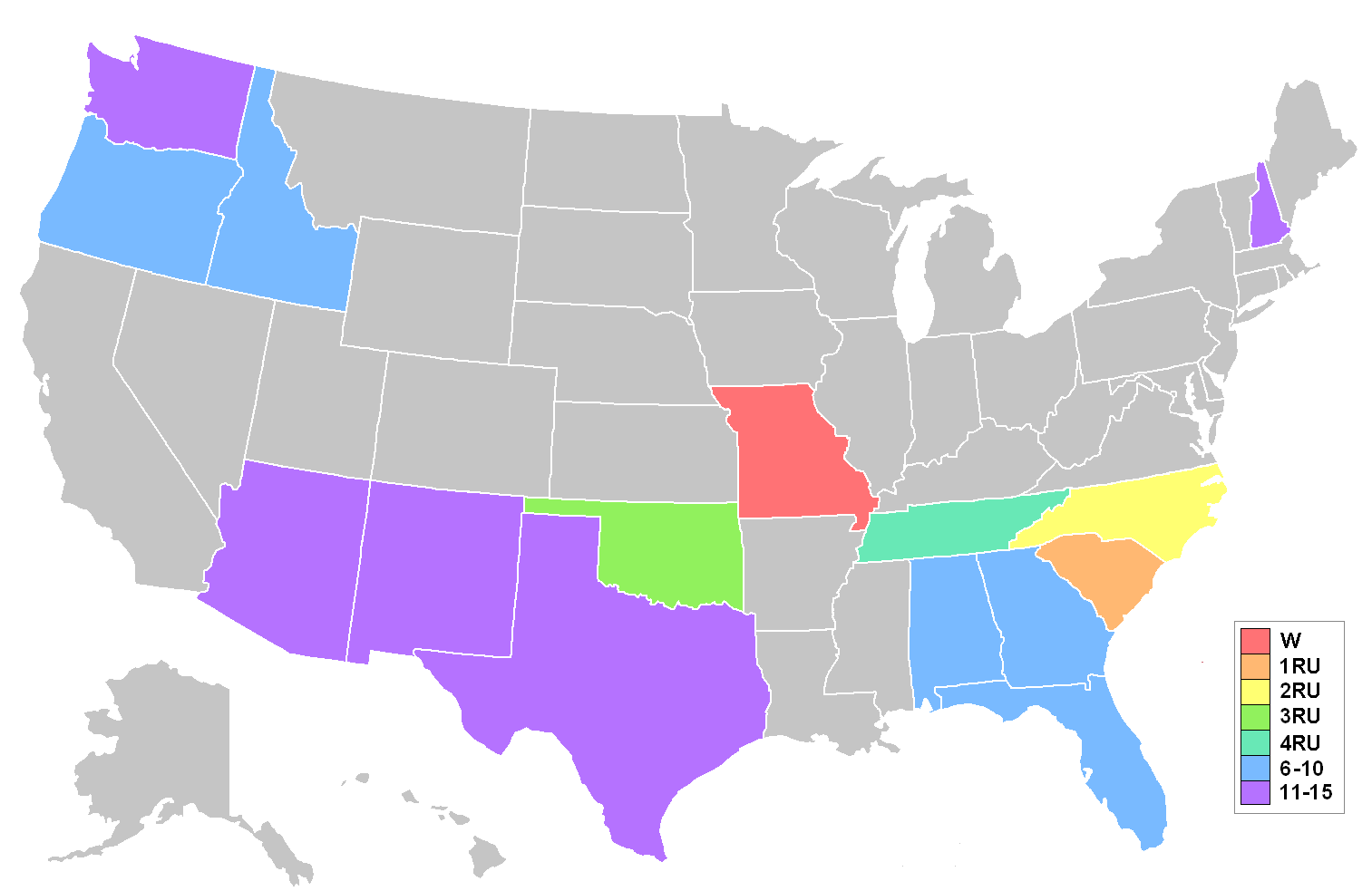
La mappa mostra i piazzamenti per stato.

### Piazzamenti
| Risultato finale | Concorrente |
| ---------------- | --- |
| Miss USA 2004    | - Missouri - Shandi Finnessey |
| 2ª classificata  | - Carolina del Sud - Amanda Pennekamp |
| 3ª classificata  | - Carolina del Nord - Ashley Puleo |
| 4ª classificata  | - Oklahoma - Lindsey Hill |
| 5ª classificata  | - Tennessee - Stephanie Culberson |
| Top 10           | - Alabama - Tara Darby - Florida - Kristen Berset - Georgia - Caroline Medley - Idaho - Kimberly Weible - Oregon - Jennifer Murphy                       |
| Top 15           | - Arizona - Danielle Demski - New Hampshire - Vanessa Bissanti - Nuovo Messico - Jenna Hardin - Texas - Stephanie Guerrero - Washington - Tara McCormick |

### Riconoscimenti speciali
| Riconoscimento    | Concorrente                    |
| ----------------- | ------------------------------ |
| Miss Congeniality | - Vermont - Michelle Fongemie  |
| Miss Photogenic   | - Arkansas - Jennifer Sherrill |

## Concorrenti
- Alabama – Tara Darby
- Alaska – Cari Leyva
- Arizona – Danielle Demski
- Arkansas – Jennifer Sherrill
- California – Ellen Chapman
- Carolina del Nord – Ashley Puleo

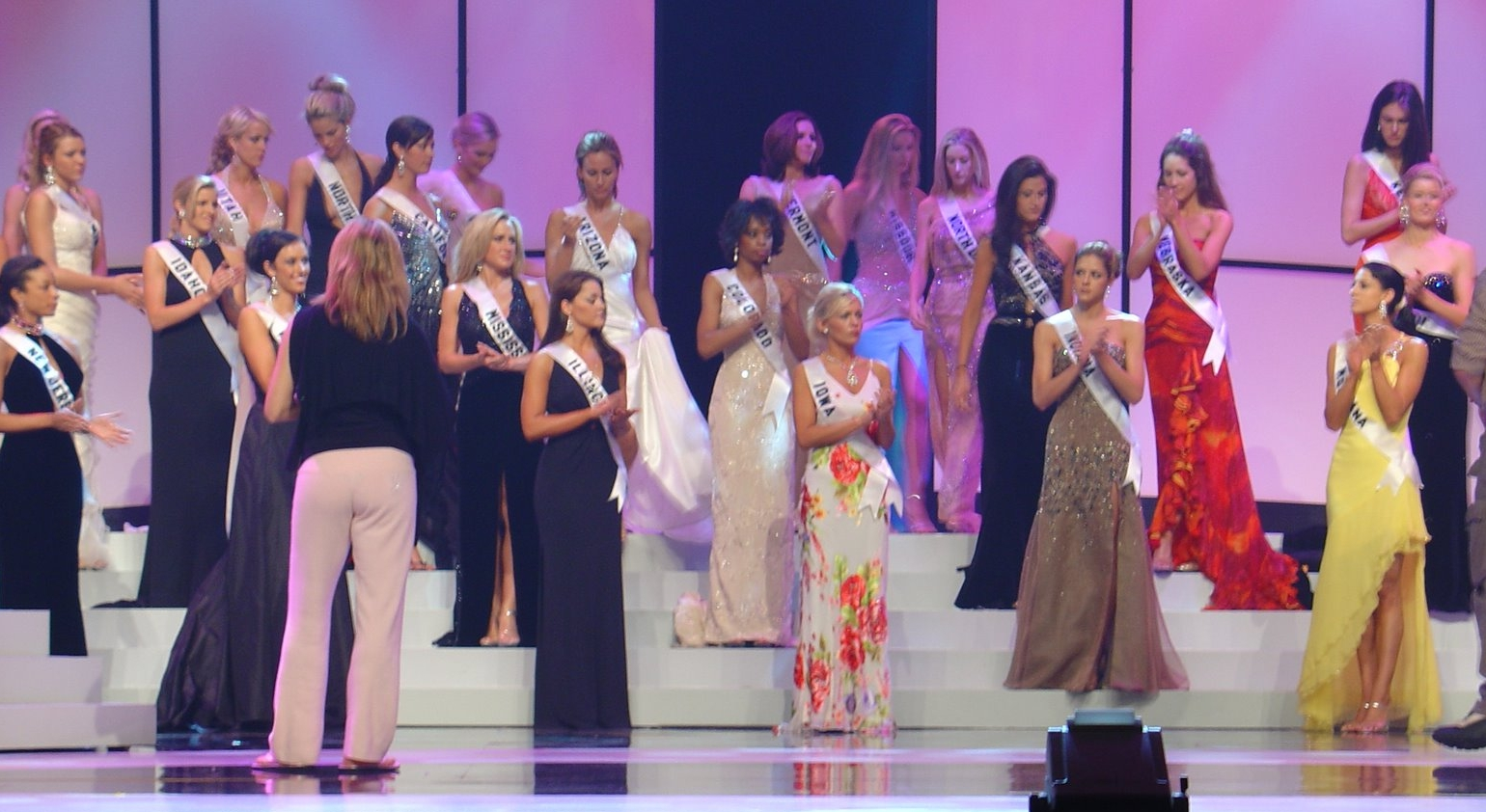
Le concorrenti del concorso durante le prove.

- Carolina del Sud –  Amanda Pennekamp
- Colorado – Janel Haw
- Connecticut – Sheila Wiatr
- Dakota del Nord – Jennifer Smith
- Dakota del Sud – Andrea Parliament
- Delaware – Courtney Purdy
- Distretto di Columbia – Tiara Christen Dews
- Florida – Kristen Berset
- Georgia – Caroline Medley
- Hawaii – Justine Michioka
- Idaho – Kimberly Glyn Weible
- Illinois – Molly Graham
- Indiana – Stephanie "Steffi" Keusch
- Iowa – Brooke Hansen
- Kansas – Lisa Forbes
- Kentucky – Lauren Stengel
- Louisiana – Melissa McConnell
- Maine – Mackenzie Davis
- Maryland – Tia Shorts
- Massachusetts – Maria Lekkakos
- Michigan – Stacey Lee
- Minnesota – Jessica Dereschuk
- Mississippi – Beth Richards
- Missouri – Shandi Finnessey
- Montana – Molly Flynn
- Nebraska – Guerin Austin
- Nevada – Victoria Franklin
- New Hampshire – Vanessa Bissanti
- New Jersey – Janaye Ingram
- New York –  Jaclyn Nesheiwat
- Nuovo Messico – Jenna Hardin
- Ohio – Lauren Kelsey Hall
- Oklahoma – Lindsey Hill
- Oregon – Jennifer Murphy
- Pennsylvania – Nicole Georghalli
- Rhode Island – Sarah Rose Bettencourt
- Tennessee – Stephanie Culberson
- Texas – Stephanie Guerrero
- Utah – Kyla Faye Dickerson
- Vermont – Michelle Fongemie
- Virginia – Kristi Lauren Glakas
- Virginia Occidentale – Carolyn Jennings
- Washington – Tara McCormick
- Wisconsin – Jenna Shultz
- Wyoming – Katie Rudoff